# The Carpal Tunnel of Love
«The Carpal Tunnel Of Love»  —en español: «El túnel carpiano de amor»— es un sencillo digital de la banda americana Fall Out Boy, escuchado por primera vez el 5 de febrero de 2007. Es conocido por ser la primera canción filtrada a Internet antes del lanzamiento de su disco, Infinity On High, y también el primer sencillo de Fall Out Boy que no tiene un vídeo de filmación. Su vídeo es sobre la caricatura Happy Tree Friends. El nombre de la canción hace referencia al síndrome del túnel carpal.
En el vídeo los miembros de la banda son asesinados como todos los demás personajes de la caricatura Happy Tree Friends.

## Video musical
El video comienza cuando  Cuddles y Giggles tienen un roce romántico en un paradero de autobús pero se ve interrumpido por Lumpy. Cuddles observa a Toothy al otro lado de la calle cortando un arbusto para que tenga forma de corazón, por lo que decide ir y tomar unas flores para dárselas a Giggles, pero Lumpy estornuda al olerlas y las arruina. Antes de subirse al autobús, una abeja pica a Toothy en el ojo dejándolo inflamado. Más tarde en el autobús, Cuddles dibuja un corazón para dárselo a Giggles, pero Lumpy toma el dibujo y se limpia los mocos con él. Posteriormente tira el dibujo por la ventana y este golpea a Nutty en la cara, quien iba conduciendo una moto y termina chocando con un camión lleno de tuberías que le causa la muerte.Cuando llegan a la cafetería, Lumpy cierra la puerta, accidentalmente arrancando el ojo inflamado de Toothy y haciendo que este caiga en la comida. En este momento los miembros de Fall Out Boy aparecen en la cafetería, con apariencias al estilo de la caricatura.
Cuddles y Giggles aprovechan el momento a solas para besarse, pero justo antes de poder hacerlo, el encargado de la cafetería, The Mole, les sirve su bebida, una bebida para compartir. Ambos deciden beberla, pero la escupen al notar su horrible sabor, para poco después darse cuenta de que era por el ojo de Toothy, que estaba en la bebida. Cuddles entonces decide tirarla al suelo. Lumpy pisa el ojo y lo aplasta, quedando pegado en su pie. Asustado, decide irse corriendo de la cafetería, pero en el camino al abrir la puerta aplasta a Toothy con la puerta y la pared, matándolo. Entonces se sube a una camioneta para huir, pero por error conduce en reversa y choca con la cafetería y enredando un cable en un ventilador. Este cambia la marcha para irse hacia adelante, pero al hacerlo jala el cable con demasiada fuerza, causando que este corte a The Mole por la mitad y empiece a arrancar la cafetería del suelo. En este momento es cuando los miembros de Fall Out Boy mueren, aplastados por la pared de la cafetería.
Cuddles y Giggles logran escapar, mientras Lumpy se chica con el camión con tuberías en el que anteriormente había muerto Nutty. En este momento, el cable de queda amarrado a sus cuernos y está jalando con fuerza, por lo que desesperado, presiona el pedal, moviendo los neumáticos y haciendo que estos se disparen hacia atrás. Uno de estos termina golpeando a Cuddles y Giggles, clavándose en sus bocas y matándolos. Lumpy trata de salvarse desesperadamente, pero el cable termina arrancando su cráneo entero de su cuerpo. El video musical termina con Cuddles y Giggles. La tubería que los mató quedó clavada en un árbol, con Cuddles viendo al lado contrario del árbol y Goggles viendo hacia el árbol. Entonces Giggles lentamente se desliza por la tubería hasta que sus labios terminan chocando con los de Cuddles para poder besarse, aunque ambos están ya muertos.